# Афдера

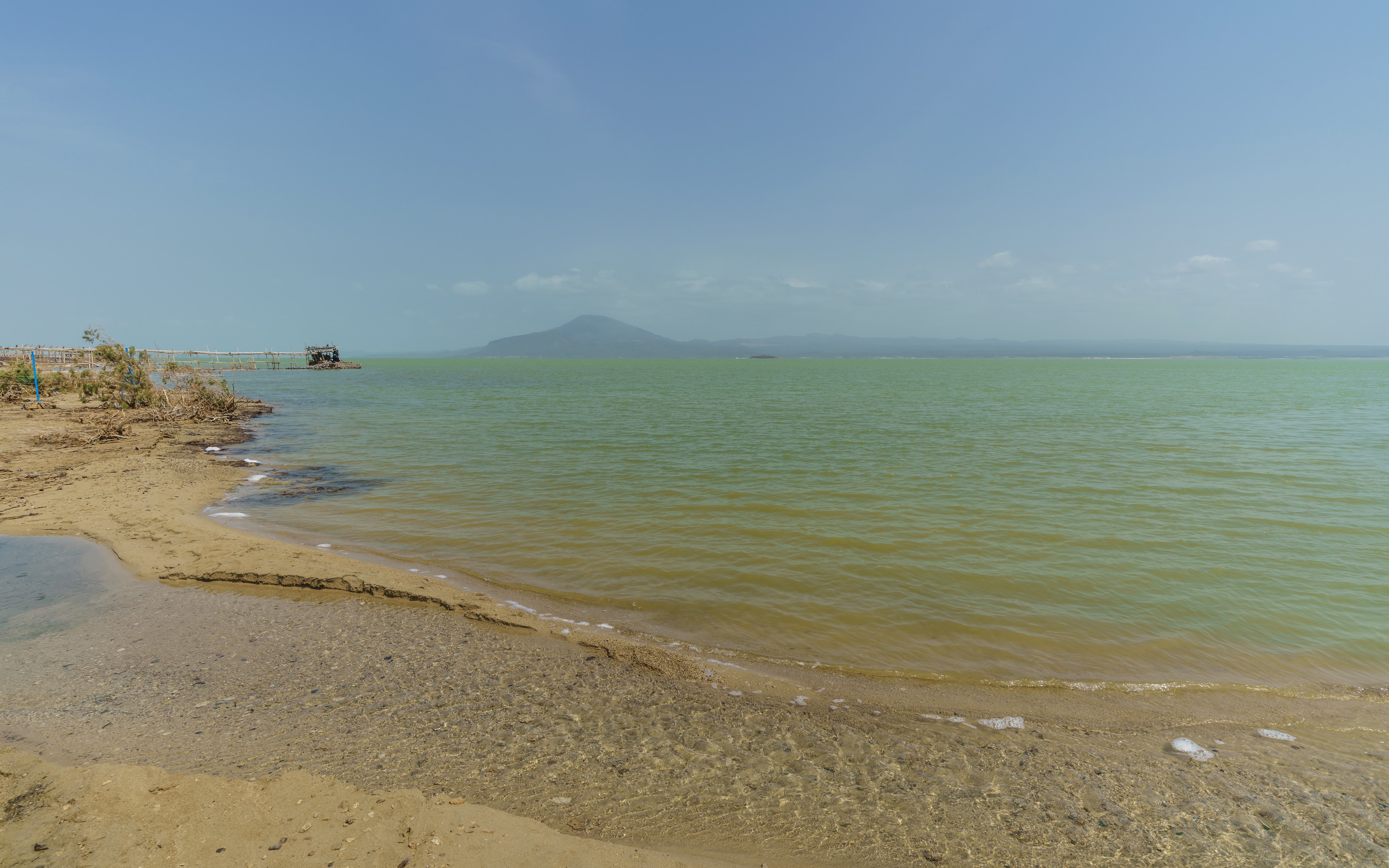
Озеро Афрера, на заднем плане — вулкан Афдера

Афдера — вулкан в Эфиопии, в области Афар, в пустыне Данакиль.
Вулкан Афдера — стратовулкан. Наивысшая точка — 1295 метров. Располагается между вулканами Эртале, Тат-Али и Алайта, к югу от озера Афрера. Сложен преимущественно риолитами. Возраст вулкана молодой, анализ южного склона вулкана с помощью Калиево-аргонового метода датировки указал, что вулкан извергался в современный период.
О незначительных извержениях сообщалась в 1907 и 1915 годах. Но после проведения морфологического анализа почв, было выяснено, что вулкан извергался значительно раньше, и извергались в указанный период вероятнее всего близлежащий вулкана Алайта.